# منصور (خلیفه)
ابوجعفر منصور  با نام کامل: ابوجعفر عبدالله بن محمد بن علی بن عبدالله بن العباس المنصور(۷۱۴-۷۷۵م)  مشهور به منصور دوانیقی، دومین خلیفه از خلفای عباسی بود، وی ده سال از سفاح بزرگ‌تر بود و در روزگار خلافت وی قدرت بسیاری داشت. او در خراسان، برای سفاح بیعت گرفت و بر کار اداره ایالات و استان‌ها نظارت داشت. پدرش محمد، نواده عباس بن عبدالمطلب عموی محمد، پیامبر اسلام بود؛ او از سال ۱۳۶ تا ۱۵۸ قمری (۷۵۴ تا ۷۷۵ میلادی) فرمان راند. بسیاری وی را موسّس واقعی خلافت عباسی می‌دانند، چه که توسط وی حکومت عباسیان نهادینه و تثبیت شد. منصور در حالی که از خلیفه نخست به جز چند لباس چیزی به جا نمانده بود، پس از مرگش نزدیک به ششصد هزار هزار دینار از وی باز ماند. در سال ۱۴۹ قمری، وی بغداد را با نام مدینه السلام (شهر صلح) بنیان نهاد. وی شورش‌های زیادی را در زمانی که هنوز عباسیان چندان به قدرت نرسیده بودند، سرکوب کرد. او عنصر وفادار خلافت عباسی، ابومسلم خراسانی را به قتل رسانید. وی خیزش سنباد را که از اهل خراسان بود، سرکوب کرد. به عقیده شیعیان، او دستور قتل جعفر بن محمد مشهور به صادق را نیز صادر کرد.

او در ۷ ذی‌الحجه ۱۵۸ قمری، در حالی که به سفر حج می‌رفت، بر اثر سوء هاضمه درگذشت و در قبرستان معلا در مکه دفن شد.

## مشکلات خانوادگی عباسیان بر سر خلافت
اولین مشکل در دوران خلافت منصور شورش شخصی به نام عبدالله بن علی در شام بود که با کاردانی ابومسلم سرکوب شد و مجبور به اطاعت و بیعت با خلیفه شد و بعد از این ماجرا وی زندانی شد و به دستور خلیفه سقف زندان بر سرش ویران و وی جان باخت. منصور برای موروثی شدن خلافت در خاندان خود ابتدا عیسی بن موسی را که به دستور سفاح ولیعهد بود وادار به استعفا کرد اما چون وی قبول نکرد وی را زندانی کرد و زیر سقف‌های خراب نشاند اما باز هم این کار چاره‌ساز نشد. منصور به او زهر خوراند و وی بسیار سخت مسموم گشت اما زنده ماند و باز هم استعفا نداد. سرانجام روزی وی و پسرش را با هم احضار کرد و دستور داد پسرش را در حضور وی خفه کنند چنان که مأموران شروع به این کار کردند وی تسلیم گشت و استعفا داد. پس از آن وی پسر مورد علاقه‌اش مهدی را به جانشینی خود برگزید.

## ابومسلم
مهمترین خطری که خلافت عباسیان را در ابتدای امر تهدید می‌کرد از جانب ابومسلم سردار خراسانی بود که قدرتش روز افزون زیاد می‌گشت.او در انتقال خلافت به عباسیون و کشتار مخالفان آن‌ها نقشی بسزا داشت.ابومسلم که به القابی چون «صاحب الدعوه» و «امین آل محمد» در خاندان عباسی مفتخر گشته بود در نزد ایرانیان محبوبیت زیادی کسب کرده بود و سپاهیان بسیار و قدرت نظامی زیادی داشت که به تمایلات استقلال طلبانه‌اش دامن می‌زد.
وی می‌پنداشت که عباسیان به خاطر به خلافت رسیدنشان مدیون وی و نیروی نظامی‌اش هستند وگرنه بدون کمک وی هیچگاه به خلافت نمی‌رسیدند. به همین سبب منصور به فکر از میان برداشتن وی افتاد. منصور با از بین بردن ابومسلم خیال خود را از بابت وی آسوده ساخت اما با قیام‌های متعددی در خونخواهی از ابومسلم روبرو شد که وقت و هزینه زیادی را از خلافت گرفت.

## علویان
مهمترین نگرانی و مشکل خلافت عباسیان جنبش علویان بود. این جنبش از ابتدای خلافت به وجود آمد و با موروثی شدن خلافت در خاندان عباسیان به مبارزه پرداخت. منصور در سال ۱۴۵ هجری قمری پایتخت عباسیان را از هاشمیه که در نزدیکی کوفه مرکز تجمع هواداران علویان بود به بغداد انتقال داد. بغداد دهی از دهستان‌های تیسفون بود که معنی لغوی آن داده بغ (خداداد) می‌شود. منصور برای طرح نقشه بغداد از نظر خالد بن برمکی سود برد و گفته می‌شود وقتی در سال ۱۴۶ ه‍.ق خواست بغداد را احداث کند از خالد خواست که ایوان مداین را ویران کند اما خالد وی را از این کار منصرف ساخت.

## اقدامات دیگر
منصور دماوند و طبرستان را نیز فتح کرد. وی به خست و سخت‌گیری بسیار شهره بود به‌طوری‌که خود شخصاً سکه‌ها می‌شمرد و وقتی مرد نهصد و شصت میلیون سکه بر جای گذشت. این شدت خسیسی به حدی بود که وی به «دوانیقی» مشهور شده بود.
منصور با کمک خاندان بلخی برمکیان دستگاه دیوانی قدرتمندی ایجاد کرد که بیشتر برگرفته از رسوم اداری ساسانیان بود.